# Liste der Kulturdenkmale in Treffurt
Die Liste der Kulturdenkmale in Treffurt umfasst die als Ensembles, Straßenzüge und Einzeldenkmale erfassten Kulturdenkmale in der thüringischen Stadt Treffurt.
Die Angaben in der Liste ersetzen nicht die rechtsverbindliche Auskunft der zuständigen Denkmalschutzbehörde.

## Legende
- Bild: zeigt ein Bild des Kulturdenkmals und gegebenenfalls einen Link zu weiteren Fotos des Kulturdenkmals im Medienarchiv Wikimedia Commons
- Bezeichnung: Name, Bezeichnung oder die Art des Kulturdenkmals
- Lage: Wenn vorhanden Straßenname und Hausnummer des Kulturdenkmals; Grundsortierung der Liste erfolgt nach dieser Adresse. Der Link Karte führt zu verschiedenen Kartendarstellungen und nennt die Koordinaten des Kulturdenkmals.
 Kartenansicht, um Koordinaten zu setzen – in dieser Kartenansicht sind Kulturdenkmale ohne Koordinaten mit einem roten bzw. orangen Marker dargestellt und können in der Karte gesetzt werden. Kulturdenkmale ohne Bild sind mit einem blauen bzw. roten Marker gekennzeichnet, Kulturdenkmale mit Bild mit einem grünen bzw. orangen Marker.
- Datierung: gibt das Jahr der Fertigstellung beziehungsweise das Datum der Erstnennung oder den Zeitraum der Errichtung an
- Beschreibung: bauliche und geschichtliche Einzelheiten des Kulturdenkmals, vorzugsweise die Denkmaleigenschaften
- ID: Die ID identifiziert das Kulturdenkmal eindeutig. In Thüringen sind aktuell keine IDs veröffentlicht. In der ID-Spalte kann sich auch folgendes Icon  befinden, dies führt zu Angaben zu diesem Kulturdenkmal bei Wikidata.

## Stadtbefestigung
| Bild | Bezeichnung | Lage             | Datierung | Beschreibung | ID |
| ---- | ----------- | ---------------- | --------- | ------------ | -- |
| BW   | Stadtmauer  | Treffurt (Karte) |           |              |    |

## Ensembles
| Bild | Bezeichnung                                               | Lage | Datierung | Beschreibung | ID |
| --- | --------------------------------------------------------- | --- | --------- | ------------ | -- |
| [[Vorlage:Bilderwunsch/code!/O:!/C:51.116432,10.269411!/D:Bahnhofstraße 1, 2, 4, 5; Frankenrodaer Straße 3, 4, 6, 8; Güldenes Stift 1, 2, 3, 4, 12, 14, 16, 17, 18, 19, 21, 22, 23; Kirchstraße 1, 3, 4, 6, 7; Mühlstraße 1; Schulstraße 6, 7; Treffurter Straße 2; Am Anger 1, 2, 3, 4, 5, 5a, 6, 8, 9, 10, 11, 12, 13, 14, 15, Bauliche Gesamtanlage Historischer Ortskern Falken!/\|BW]] | Bauliche Gesamtanlage Historischer Ortskern Falken        | Falken, Bahnhofstraße 1, 2, 4, 5; Frankenrodaer Straße 3, 4, 6, 8; Güldenes Stift 1, 2, 3, 4, 12, 14, 16, 17, 18, 19, 21, 22, 23; Kirchstraße 1, 3, 4, 6, 7; Mühlstraße 1; Schulstraße 6, 7; Treffurter Straße 2; Am Anger 1, 2, 3, 4, 5, 5a, 6, 8, 9, 10, 11, 12, 13, 14, 15 (Karte) |           |              |    |
| [[Vorlage:Bilderwunsch/code!/O:!/C:51.135851,10.172841!/D:Angerdamm komplett; Auf dem Bache komplett; Bachstraße 1, 4–10, 13–16; Bei der Schule komplett; Fährdamm 3, 4; Hessischer Weg 1, 2, 4–6, 8–13, 15, 15a; Hessisches Ende komplett; Hinter der Schule 1, 2, 5, 6, 7, 13–15, 18, 19; Im Loch komplett; Im Zittel komplett; Kleine Gasse komplett; Kohlstätte 1; Marktstraße 1–29; Mühlgasse o. Nr.; Pfarrgasse komplett; Schulgasse komplett; Straße der Deutschen Einheit komplett; Weißenbörnchen 1, 3, 5, 7; Zur neuen Straße 4, 6, 8, Bauliche Gesamtanlage Historischer Ortskern Großburschla!/\|BW]] | Bauliche Gesamtanlage Historischer Ortskern Großburschla  | Großburschla, Angerdamm komplett; Auf dem Bache komplett; Bachstraße 1, 4–10, 13–16; Bei der Schule komplett; Fährdamm 3, 4; Hessischer Weg 1, 2, 4–6, 8–13, 15, 15a; Hessisches Ende komplett; Hinter der Schule 1, 2, 5, 6, 7, 13–15, 18, 19; Im Loch komplett; Im Zittel komplett; Kleine Gasse komplett; Kohlstätte 1; Marktstraße 1–29; Mühlgasse o. Nr.; Pfarrgasse komplett; Schulgasse komplett; Straße der Deutschen Einheit komplett; Weißenbörnchen 1, 3, 5, 7; Zur neuen Straße 4, 6, 8 (Karte) |           |              |    |
| [[Vorlage:Bilderwunsch/code!/O:!/C:51.063927,10.180016!/D:Eisenacher Straße 1, 2, 3, 4, 6, 8, 10, 12, 14, 16, 18; Eisenacher Straße 1, 2, 3, 4, 6, 8, 10, 12, 14, 16, 18; Kasseler Straße 1, 2, 3, 4, 5, 6, 7, 8, 9, 10, 11, 12, 14; Markt 1, 1a, 2, 4; Willershäuser Straße, Kennzeichnendes Straßenbild Ifta!/\|BW]] | Kennzeichnendes Straßenbild Ifta                          | Ifta, Eisenacher Straße 1, 2, 3, 4, 6, 8, 10, 12, 14, 16, 18; Eisenacher Straße 1, 2, 3, 4, 6, 8, 10, 12, 14, 16, 18; Kasseler Straße 1, 2, 3, 4, 5, 6, 7, 8, 9, 10, 11, 12, 14; Markt 1, 1a, 2, 4; Willershäuser Straße (Karte) |           |              |    |
| BW | Kennzeichnendes Straßenbild Straße der Einheit            | Schnellmannshausen, Straße der Einheit 1, 2, 3, 4, 5 (Karte) |           |              |    |
| [[Vorlage:Bilderwunsch/code!/O:!/C:51.137083,10.236838!/D:Bergstraße komplett; Blobach komplett; Brunnenstraße komplett; Egon-Bahr-Straße 1, 2, 3, 4, 5, 6, 7, 16, 17, 18, 19, 20, 21, 22, 23, 24, 25, 26, 27, 28, 29, 30, 31, 32; Enge Gasse 1, 1a; Gartenstraße 5, 6, 7; Große Wolfstraße komplett; Herrengasse komplett; Hessische Straße komplett; Hüttenmühlweg 7a; Kirchplatz komplett; Kirchstraße komplett; Kleine Wolfsstraße komplett; Margarethenstraße komplett; Marktplatz komplett; Puschkinstraße 1, 1a, 2, 3, 4, 5, 6, 7, 8, 9, 40, 41, 42, 43, 44, 45, 46; Rathausstraße komplett; Rosmariengasse komplett; Torstraße 1, 2, 2a, 3, 7, 8, 8a, 9, 10, 11, 12, 13, 14; Unterm Spittel 1; Werrarain komplett; Ziddelstraße 1, 2, 3, 4, 5, 6, 10, 11, 12, 13, 14, 15, 16, 17, 17a, 17b, 18, 19, 20, 21, 22, 22a, 23, 24, Bauliche Gesamtanlage historischer Stadtkern von Treffurt!/\|BW]] | Bauliche Gesamtanlage historischer Stadtkern von Treffurt | Treffurt, Bergstraße komplett; Blobach komplett; Brunnenstraße komplett; Egon-Bahr-Straße 1, 2, 3, 4, 5, 6, 7, 16, 17, 18, 19, 20, 21, 22, 23, 24, 25, 26, 27, 28, 29, 30, 31, 32; Enge Gasse 1, 1a; Gartenstraße 5, 6, 7; Große Wolfstraße komplett; Herrengasse komplett; Hessische Straße komplett; Hüttenmühlweg 7a; Kirchplatz komplett; Kirchstraße komplett; Kleine Wolfsstraße komplett; Margarethenstraße komplett; Marktplatz komplett; Puschkinstraße 1, 1a, 2, 3, 4, 5, 6, 7, 8, 9, 40, 41, 42, 43, 44, 45, 46; Rathausstraße komplett; Rosmariengasse komplett; Torstraße 1, 2, 2a, 3, 7, 8, 8a, 9, 10, 11, 12, 13, 14; Unterm Spittel 1; Werrarain komplett; Ziddelstraße 1, 2, 3, 4, 5, 6, 10, 11, 12, 13, 14, 15, 16, 17, 17a, 17b, 18, 19, 20, 21, 22, 22a, 23, 24 (Karte) |           |              |    |
| BW | Friedhof                                                  | Treffurt, Friedhofsweg o. Nr. (Karte) |           |              |    |

## Einzeldenkmale

### Treffurt
| Bild                                    | Bezeichnung                                        | Lage | Datierung | Beschreibung    | ID |
| --------------------------------------- | -------------------------------------------------- | --- | --------- | --------------- | -- |
| BW                                      | Wohnhaus                                           | Treffurt, Bergstraße 11 (Karte) |           |                 |    |
| BW                                      | Wohnhaus                                           | Treffurt, Bergstraße 13 (Karte) |           |                 |    |
| BW                                      | Wohnhaus                                           | Treffurt, Bergstraße 16 (Karte) |           |                 |    |
| BW                                      | Wohnhaus                                           | Treffurt, Bergstraße 18 (Karte) |           |                 |    |
| BW                                      | Wohnhaus                                           | Treffurt, Bergstraße 23 (Karte) |           |                 |    |
| BW                                      | Wohnhaus                                           | Treffurt, Bergstraße 24 (Karte) |           |                 |    |
| BW                                      | Wohnhaus Villa Polack                              | Treffurt, Bergstraße 35 (Karte) |           |                 |    |
| BW                                      | Wohnhaus                                           | Treffurt, Bergstraße 37 (Karte) |           |                 |    |
| BW                                      | Grenzstein und zwei Steinkreuze                    | Treffurt, Brunnenstraße o. Nr. (Karte) |           |                 |    |
| weitere Bilder Fotos hochladen          | Katholische Pfarrkirche St. Marien                 | Treffurt, Brunnenstraße o. Nr. (Karte) |           | mit Ausstattung |    |
| BW                                      | Kirchhof                                           | Treffurt, Brunnenstraße o. Nr. (Karte) |           | mit Ausstattung |    |
| BW                                      | Treffurter Mühlbach                                | Treffurt, Brunnenstraße o. Nr.; Blobach 10, 11; Hessische Straße 10, 33; Kirchplatz 1, 2, 3, 4; Kirchstraße 1, 2, 3, 4; Margarethenstraße 6, 7, 8, 8a; Marktplatz 1, 2; Puschkinstraße 43 (Karte) |           |                 |    |
| BW                                      | Wohnhaus                                           | Treffurt, Brunnenstraße 3 (Karte) |           |                 |    |
| weitere Bilder Fotos hochladen          | Burg Normannstein                                  | Treffurt, Burg Normannstein 1 (Karte) |           |                 |    |
| BW                                      | Wohnhaus                                           | Treffurt, Egon-Bahr-Straße 9 (Karte) |           |                 |    |
| BW                                      | Wohnhaus                                           | Treffurt, Egon-Bahr-Straße 20 (Karte) |           |                 |    |
| BW                                      | Nebengebäude                                       | Treffurt, Egon-Bahr-Straße 20 (Karte) |           |                 |    |
| BW                                      | Wohnhaus                                           | Treffurt, Egon-Bahr-Straße 22 (Karte) |           |                 |    |
| BW                                      | Wohnhaus                                           | Treffurt, Egon-Bahr-Straße 27 (Karte) |           |                 |    |
| BW                                      | Wohnhaus                                           | Treffurt, Egon-Bahr-Straße 28 (Karte) |           |                 |    |
| Fotos hochladen                         | Wohnhaus                                           | Treffurt, Egon-Bahr-Straße 32 (Karte) |           |                 |    |
| BW                                      | Wohnhaus                                           | Treffurt, Egon-Bahr-Straße 34 (Karte) |           |                 |    |
| BW                                      | Wohnhaus                                           | Treffurt, Große Wolfstraße 1 (Karte) |           |                 |    |
| BW                                      | Wohnhaus                                           | Treffurt, Große Wolfstraße 2 (Karte) |           |                 |    |
| BW                                      | Wohnhaus                                           | Treffurt, Große Wolfstraße 22 (Karte) |           |                 |    |
| BW                                      | Wohnhaus, sogenanntes Dolchhaus                    | Treffurt, Große Wolfstraße 3 (Karte) |           |                 |    |
| Fotos hochladen                         | Pranger                                            | Treffurt, Hessische Straße o. Nr. (Karte) |           |                 |    |
| BW                                      | Wohnhaus                                           | Treffurt, Hessische Straße 3 (Karte) |           |                 |    |
| BW                                      | Wohnhaus                                           | Treffurt, Hessische Straße 10 (Karte) |           |                 |    |
| BW                                      | Wohnhaus                                           | Treffurt, Hessische Straße 11 (Karte) |           |                 |    |
| BW                                      | Wohnhaus                                           | Treffurt, Hessische Straße 12 (Karte) |           |                 |    |
| BW                                      | Wohnhaus                                           | Treffurt, Hessische Straße 13 (Karte) |           |                 |    |
| BW                                      | Wohnhaus                                           | Treffurt, Hessische Straße 14 (Karte) |           |                 |    |
| BW                                      | Wohnhaus                                           | Treffurt, Hessische Straße 17 (Karte) |           |                 |    |
| BW                                      | Hofanlage Pfuhlscher Hof                           | Treffurt, Hessische Straße 18, 19 (Karte) |           |                 |    |
| BW                                      | Wohnhaus                                           | Treffurt, Hessische Straße 22 (Karte) |           |                 |    |
| BW                                      | Wohnhaus                                           | Treffurt, Hessische Straße 23 (Karte) |           |                 |    |
| BW                                      | Wohnhaus                                           | Treffurt, Hessische Straße 24 (Karte) |           |                 |    |
| BW                                      | Wohnhaus                                           | Treffurt, Hessische Straße 26 (Karte) |           |                 |    |
| BW                                      | Wohnhaus                                           | Treffurt, Hessische Straße 28 (Karte) |           |                 |    |
| BW                                      | Wohnhaus                                           | Treffurt, Hessische Straße 30 (Karte) |           |                 |    |
| BW                                      | Wohnhaus                                           | Treffurt, Hessische Straße 31 (Karte) |           |                 |    |
| BW                                      | Wohnhaus                                           | Treffurt, Hessische Straße 32 (Karte) |           |                 |    |
| BW                                      | Wohnhaus                                           | Treffurt, Hessische Straße 34 (Karte) |           |                 |    |
| BW                                      | Wohn- und Geschäftshaus                            | Treffurt, Hessische Straße 35 (Karte) |           |                 |    |
| BW                                      | Wohnhaus                                           | Treffurt, Hessische Straße 38 (Karte) |           |                 |    |
| BW                                      | Wohn- und Geschäftshaus                            | Treffurt, Hessische Straße 40 (Karte) |           |                 |    |
| BW                                      | Wohnhaus                                           | Treffurt, Hessische Straße 42 (Karte) |           |                 |    |
| BW                                      | Wohn- und Geschäftshaus                            | Treffurt, Hessische Straße 43 (Karte) |           |                 |    |
| weitere Bilder Fotos hochladen          | Evangelisch-lutherische Kirche St. Bonifatius      | Treffurt, Kirchplatz o. Nr. (Karte) |           | mit Ausstattung |    |
| BW                                      | Kirchhof                                           | Treffurt, Kirchplatz o. Nr. (Karte) |           | mit Ausstattung |    |
| BW                                      | Kirchhofmauer                                      | Treffurt, Kirchplatz o. Nr. (Karte) |           | mit Ausstattung |    |
| BW                                      | Treppe                                             | Treffurt, Kirchplatz o. Nr. (Karte) |           |                 |    |
| BW                                      | Epitaph                                            | Treffurt, Kirchplatz o. Nr. (Karte) |           |                 |    |
| BW                                      | Gefallenenehrenmal (1870–71)                       | Treffurt, Kirchplatz o. Nr. (Karte) |           |                 |    |
| BW                                      | Pfarrhaus                                          | Treffurt, Kirchplatz 5 (Karte) |           |                 |    |
| Direkt Bild zu diesem Denkmal hochladen | Portal mit seitlicher Mauer                        | Treffurt, Kirchstraße o. Nr. |           |                 |    |
| weitere Bilder Fotos hochladen          | Hofanlage Sächsischer Hof                          | Treffurt, Kirchstraße 11 (Karte) |           |                 |    |
| weitere Bilder Fotos hochladen          | Pfarrhaus                                          | Treffurt, Kirchstraße 12 (Karte) |           |                 |    |
| BW                                      | Wohnhaus                                           | Treffurt, Kirchstraße 16 (Karte) |           |                 |    |
| BW                                      | Wohnhaus                                           | Treffurt, Kirchstraße 2 (Karte) |           |                 |    |
| BW                                      | Wohn- und Geschäftshaus                            | Treffurt, Kirchstraße 3 (Karte) |           |                 |    |
| weitere Bilder Fotos hochladen          | Wohn- und Geschäftshaus                            | Treffurt, Kirchstraße 31 (Karte) |           |                 |    |
| BW                                      | Wohnhaus                                           | Treffurt, Kirchstraße 33 (Karte) |           |                 |    |
| BW                                      | Wohnhaus                                           | Treffurt, Margarethenstraße 14 (Karte) |           |                 |    |
| BW                                      | Wohnhaus                                           | Treffurt, Margarethenstraße 8a (Karte) |           |                 |    |
| weitere Bilder Fotos hochladen          | Wohnhaus, sogenannte Grafschaft                    | Treffurt, Margarethenstraße 9; Rathausstraße o. Nr. (Karte) |           |                 |    |
| BW                                      | Turnhalle, ehemals Schule                          | Treffurt, Marktplatz 1 (Karte) |           |                 |    |
| BW                                      | Mühle                                              | Treffurt, Marktplatz 3 (Karte) |           |                 |    |
| BW                                      | Wohnhaus                                           | Treffurt, Marktplatz 4 (Karte) |           |                 |    |
| BW                                      | Wohnhaus                                           | Treffurt, Marktplatz 5 (Karte) |           |                 |    |
| BW                                      | Wohnhaus                                           | Treffurt, Marktplatz 6 (Karte) |           |                 |    |
| BW                                      | Wohn- und Geschäftshaus                            | Treffurt, Marktplatz 8 (Karte) |           |                 |    |
| BW                                      | Wohn- und Geschäftshaus                            | Treffurt, Marktplatz 9; Rathausstraße o. Nr. (Karte) |           |                 |    |
| BW                                      | Kriegerdenkmal                                     | Treffurt, Pilgrimweg o. Nr.; Friedrich-Ebert-Straße o. Nr. (Karte) |           |                 |    |
| BW                                      | Schule, ehemals Königliches Amtsgericht            | Treffurt, Puschkinstraße 24; Gerichtsstraße o. Nr. (Karte) |           |                 |    |
| BW                                      | Gebäude (Fabrik) / ehem. Zigarrenfabrik            | Treffurt, Puschkinstraße 3 (Karte) |           |                 |    |
| BW                                      | Villa Garage Innenausstattung                      | Treffurt, Puschkinstraße 39 (Karte) |           |                 |    |
| BW                                      | Hofanlage Trottscher Hof                           | Treffurt, Puschkinstraße 40 (Karte) |           |                 |    |
| BW                                      | Schule                                             | Treffurt, Puschkinstraße 46 (Karte) |           |                 |    |
| BW                                      | Wohnhaus                                           | Treffurt, Rathausstraße 1; Hessische Straße o. Nr. (Karte) |           |                 |    |
| BW                                      | Wohnhaus                                           | Treffurt, Rathausstraße 11 (Karte) |           |                 |    |
| weitere Bilder Fotos hochladen          | Rathaus                                            | Treffurt, Rathausstraße 12; Marktplatz o. Nr. (Karte) |           |                 |    |
| weitere Bilder Fotos hochladen          | Wohn- und Geschäftshaus, sogenanntes Ohrfeigenhaus | Treffurt, Rathausstraße 7; Puschkinstraße 41 (Karte) |           |                 |    |
| BW                                      | Schule Ausstattung Turmuhr Turnhalle               | Treffurt, Schulstraße 9, 9a (Karte) |           |                 |    |
| BW                                      | Sachgesamtheit Bahnhof Treffurt: Empfangsgebäude   | Treffurt, Straße des Friedens 1, 1a, 1b (Karte) |           |                 |    |
| BW                                      | Sachgesamtheit Bahnhof Treffurt: Packhaus          | Treffurt, Straße des Friedens 1, 1a, 1b; Ziddelrasen 2a, 2b (Karte) |           |                 |    |
| BW                                      | Sachgesamtheit Bahnhof Treffurt: Lokschuppen       | Treffurt, Ziddelrasen 2b (Karte) |           |                 |    |
| BW                                      | Sachgesamtheit Bahnhof Treffurt: Wasserturm        | Treffurt, Ziddelrasen 2a (Karte) |           |                 |    |
| Fotos hochladen                         | Gefängnis Falkenstein                              | Treffurt, Torstraße 1; Kirchstraße o. Nr. (Karte) |           |                 |    |
| BW                                      | Wohnhaus                                           | Treffurt, Torstraße 11 (Karte) |           |                 |    |
| weitere Bilder Fotos hochladen          | Wohnhaus / Hessischer Hof                          | Treffurt, Torstraße 2; Brunnenstraße o. Nr. (Karte) |           |                 |    |
| BW                                      | Gesindehaus / Bischofshaus                         | Treffurt, Torstraße 2a (Karte) |           |                 |    |
| weitere Bilder Fotos hochladen          | Hofanlage / Mainzer Hof                            | Treffurt, Torstraße 3 (Karte) |           |                 |    |
| BW                                      | Wohnhaus                                           | Treffurt, Werrarain 15 (Karte) |           |                 |    |
| BW                                      | Wohnhaus                                           | Treffurt, Werrarain 21 (Karte) |           |                 |    |
| BW                                      | Wohnhaus                                           | Treffurt, Werrarain 22 (Karte) |           |                 |    |
| BW                                      | Post                                               | Treffurt, Ziddelstraße 10 (Karte) |           |                 |    |
| BW                                      | Wohnhaus                                           | Treffurt, Ziddelstraße 12 (Karte) |           |                 |    |
| BW                                      | Wohnhaus                                           | Treffurt, Ziddelstraße 14 (Karte) |           |                 |    |
| BW                                      | Wohn- und Geschäftshaus / Schwebdaer Hof           | Treffurt, Ziddelstraße 17 (Karte) |           |                 |    |
| BW                                      | Wohnhaus                                           | Treffurt, Ziddelstraße 18 (Karte) |           |                 |    |
| BW                                      | Wohnhaus                                           | Treffurt, Ziddelstraße 19 (Karte) |           |                 |    |
| BW                                      | Wohnhaus                                           | Treffurt, Ziddelstraße 20 (Karte) |           |                 |    |
| Direkt Bild zu diesem Denkmal hochladen | Wohnhaus                                           | Treffurt, Ziddelstraße 41, aufgeführt in der Kreisliste, Hausnummer nicht zuordenbar |           |                 |    |

### Falken
| Bild                                    | Bezeichnung                                       | Lage                                                 | Datierung | Beschreibung    | ID |
| --------------------------------------- | ------------------------------------------------- | ---------------------------------------------------- | --------- | --------------- | -- |
| BW                                      | Anger                                             | Falken, Am Anger o. Nr. (Karte)                      |           |                 |    |
| BW                                      | Wohnhaus                                          | Falken, Am Anger 1 (Karte)                           |           |                 |    |
| BW                                      | Wohnhaus                                          | Falken, Am Anger 12 (Karte)                          |           |                 |    |
| BW                                      | Wohnhaus                                          | Falken, Am Anger 14 (Karte)                          |           |                 |    |
| BW                                      | Hofanlage                                         | Falken, Am Anger 4 (Karte)                           |           |                 |    |
| BW                                      | Wohnhaus                                          | Falken, Am Anger 5; Anger 5 (Karte)                  |           |                 |    |
| BW                                      | Feuerwehrhaus                                     | Falken, Am Anger 6 (Karte)                           |           |                 |    |
| BW                                      | Wohnhaus                                          | Falken, Am Anger 8 (Karte)                           |           |                 |    |
| BW                                      | Wohnhaus                                          | Falken, Am Anger 9 (Karte)                           |           |                 |    |
| BW                                      | Wohnhaus                                          | Falken, An der alten Gemeinde 1 (Karte)              |           |                 |    |
| BW                                      | Gemeindehaus                                      | Falken, An der alten Gemeinde 3 (Karte)              |           |                 |    |
| BW                                      | Neue Schule                                       | Falken, An der alten Schule 6 (Karte)                |           |                 |    |
| BW                                      | Alte Schule (Dorfschule)                          | Falken, An der alten Schule 7; Schulstraße 7 (Karte) |           |                 |    |
| BW                                      | Wohn- und Geschäftshaus Gaststätte                | Falken, Bahnhofstraße 1 (Karte)                      |           |                 |    |
| BW                                      | Ehemaliger Bahnhof                                | Falken, Bahnhofstraße 49 (Karte)                     |           |                 |    |
| BW                                      | Wohnhaus                                          | Falken, Bahnhofstraße 5 (Karte)                      |           |                 |    |
| BW                                      | Wohnhaus                                          | Falken, Dr.-Theo-Neubauer-Straße 12 (Karte)          |           |                 |    |
| BW                                      | Wohnhaus                                          | Falken, Dr.-Theo-Neubauer-Straße 13 (Karte)          |           |                 |    |
| BW                                      | Wohnhaus                                          | Falken, Dr.-Theo-Neubauer-Straße 14 (Karte)          |           |                 |    |
| weitere Bilder Fotos hochladen          | Hofanlage                                         | Falken, Dr.-Theo-Neubauer-Straße 25 (Karte)          |           |                 |    |
| BW                                      | Hofanlage                                         | Falken, Dr.-Theo-Neubauer-Straße 29 (Karte)          |           |                 |    |
| BW                                      | Wohnhaus                                          | Falken, Dr.-Theo-Neubauer-Straße 9 (Karte)           |           |                 |    |
| weitere Bilder Fotos hochladen          | Evangelisch-lutherische Martinskirche, St. Martin | Falken, Güldenes Stift 1 (Karte)                     |           | mit Ausstattung |    |
| BW                                      | Kirchhof                                          | Falken, Güldenes Stift 1 (Karte)                     |           |                 |    |
| Direkt Bild zu diesem Denkmal hochladen | Grabsteine                                        | Falken, Güldenes Stift 1                             |           |                 |    |
| BW                                      | Wohnhaus                                          | Falken, Güldenes Stift 12 (Karte)                    |           |                 |    |
| BW                                      | Wohnhaus                                          | Falken, Güldenes Stift 16 (Karte)                    |           |                 |    |
| BW                                      | Wohnhaus                                          | Falken, Güldenes Stift 18, 19 (Karte)                |           |                 |    |
| BW                                      | Pfarrhaus                                         | Falken, Güldenes Stift 2 (Karte)                     |           |                 |    |
| BW                                      | Wohnhaus                                          | Falken, Güldenes Stift 21 (Karte)                    |           |                 |    |
| BW                                      | Wohnhaus                                          | Falken, Güldenes Stift 22 (Karte)                    |           |                 |    |
| BW                                      | Gemeindehaus                                      | Falken, Güldenes Stift 3 (Karte)                     |           |                 |    |
| BW                                      | Wohnhaus                                          | Falken, Güldenes Stift 4 (Karte)                     |           |                 |    |
| BW                                      | Gefallenendenkmal / Gefallenen-Monument           | Falken, Hintergasse o. Nr. (Karte)                   |           |                 |    |
| BW                                      | Trauerhalle                                       | Falken, Hintergasse o. Nr. (Karte)                   |           |                 |    |
| Direkt Bild zu diesem Denkmal hochladen | Sühnekreuz / Stolper Stein                        | Falken, Hintergasse o. Nr.                           |           |                 |    |
| BW                                      | Wohnhaus                                          | Falken, Mühlstraße 1 (Karte)                         |           |                 |    |
| BW                                      | Wasserkraftwerk Ausstattung                       | Falken, Mühlstraße 12a (Karte)                       |           |                 |    |
| BW                                      | Wohnhaus                                          | Falken, Mühlstraße 13 (Karte)                        |           |                 |    |
| BW                                      | Wohnhaus                                          | Falken, Mühlstraße 15 (Karte)                        |           |                 |    |
| BW                                      | Brücke                                            | Falken, Treffurter Straße o. Nr. (Karte)             |           |                 |    |
| BW                                      | Wohnhaus                                          | Falken, Treffurter Straße 2 (Karte)                  |           |                 |    |
| BW                                      | Wohnhaus                                          | Falken, Treffurter Straße 23 (Karte)                 |           |                 |    |
| BW                                      | Wohnhaus                                          | Falken, Treffurter Straße 9 (Karte)                  |           |                 |    |
| BW                                      | Wohnhaus                                          | Hattengehau, Hattengehau 3 (Karte)                   |           |                 |    |

### Großburschla
| Bild                           | Bezeichnung                                                  | Lage | Datierung | Beschreibung                  | ID |
| ------------------------------ | ------------------------------------------------------------ | --- | --------- | ----------------------------- | -- |
| BW                             | Wohnhaus                                                     | Großburschla, Auf dem Bache 2 (Karte)                                                                       |           |                               |    |
| BW                             | Wohnhaus                                                     | Großburschla, Auf dem Bache 7 (Karte)                                                                       |           |                               |    |
| BW                             | Wohnhaus                                                     | Großburschla, Bachstraße 5 (Karte)                                                                          |           |                               |    |
| BW                             | Hofanlage                                                    | Großburschla, Bachstraße 7 (Karte)                                                                          |           |                               |    |
| BW                             | Wohnhaus                                                     | Großburschla, Bei der Schule 14 (Karte)                                                                     |           |                               |    |
| BW                             | Nebengebäude                                                 | Großburschla, Bei der Schule 14 (Karte)                                                                     |           |                               |    |
| BW                             | Wohnhaus                                                     | Großburschla, Bei der Schule 2 (Karte)                                                                      |           |                               |    |
| BW                             | Wohnhaus                                                     | Großburschla, Bei der Schule 4 (Karte)                                                                      |           |                               |    |
| BW                             | Gebäudekomplex Bornmühle                                     | Großburschla, Bornmühle 1 (Karte)                                                                           |           |                               |    |
| BW                             | Wohnhaus                                                     | Großburschla, Fährdamm 3 (Karte)                                                                            |           |                               |    |
| BW                             | Wohnhaus                                                     | Großburschla, Hessischer Weg 1 (Karte)                                                                      |           | mit Innenausstattung          |    |
| BW                             | Hofanlage                                                    | Großburschla, Hessischer Weg 10 (Karte)                                                                     |           |                               |    |
| BW                             | Wohnhaus                                                     | Großburschla, Hessischer Weg 13 (Karte)                                                                     |           |                               |    |
| BW                             | Wohnhaus                                                     | Großburschla, Hessischer Weg 14 (Karte)                                                                     |           |                               |    |
| BW                             | Wohnhaus                                                     | Großburschla, Hessischer Weg 2 (Karte)                                                                      |           |                               |    |
| BW                             | Wohnhaus                                                     | Großburschla, Hessischer Weg 6 (Karte)                                                                      |           |                               |    |
| BW                             | Wohn- und Geschäftshaus                                      | Großburschla, Hessisches Ende 13 (Karte)                                                                    |           |                               |    |
| BW                             | Wohnhaus                                                     | Großburschla, Hessisches Ende 2 (Karte)                                                                     |           |                               |    |
| BW                             | Wohnhaus                                                     | Großburschla, Hessisches Ende 20 (Karte)                                                                    |           |                               |    |
| BW                             | Wohnhaus                                                     | Großburschla, Hessisches Ende 24 (Karte)                                                                    |           |                               |    |
| BW                             | Wohnhaus                                                     | Großburschla, Hessisches Ende 3 (Karte)                                                                     |           |                               |    |
| BW                             | Wohnhaus                                                     | Großburschla, Hessisches Ende 30 (Karte)                                                                    |           |                               |    |
| BW                             | Wohnhaus                                                     | Großburschla, Hessisches Ende 32 (Karte)                                                                    |           |                               |    |
| BW                             | Wohnhaus                                                     | Großburschla, Hessisches Ende 6 (Karte)                                                                     |           |                               |    |
| BW                             | Scheune                                                      | Großburschla, Hessisches Ende 6 (Karte)                                                                     |           |                               |    |
| BW                             | Stallgebäude                                                 | Großburschla, Hessisches Ende 6 (Karte)                                                                     |           |                               |    |
| BW                             | Wohnhaus                                                     | Großburschla, Hessisches Ende 8 (Karte)                                                                     |           |                               |    |
| BW                             | Wohnhaus                                                     | Großburschla, Hinter der Schule 13 (Karte)                                                                  |           |                               |    |
| BW                             | Wohnhaus                                                     | Großburschla, Hinter der Schule 18 (Karte)                                                                  |           |                               |    |
| BW                             | Hofanlage                                                    | Großburschla, Hinter der Schule 7 (Karte)                                                                   |           |                               |    |
| BW                             | Wohnhaus                                                     | Großburschla, Hinter der Schule 8 (Karte)                                                                   |           |                               |    |
| BW                             | Scheune                                                      | Großburschla, Hinter der Schule 8 (Karte)                                                                   |           |                               |    |
| BW                             | Wohnhaus                                                     | Großburschla, Im Zittel 2 (Karte)                                                                           |           |                               |    |
| BW                             | Wohnhaus                                                     | Großburschla, Im Zittel 4 (Karte)                                                                           |           |                               |    |
| BW                             | Wohn- und Geschäftshaus                                      | Großburschla, Kleine Gasse 1 (Karte)                                                                        |           |                               |    |
| BW                             | Hofanlage                                                    | Großburschla, Kleine Gasse 2 (Karte)                                                                        |           |                               |    |
| BW                             | Hofanlage                                                    | Großburschla, Kohlstätte 1 (Karte)                                                                          |           |                               |    |
| BW                             | Wohnhaus                                                     | Großburschla, Langer Weg 7 (Karte)                                                                          |           |                               |    |
| BW                             | Nebengebäude                                                 | Großburschla, Langer Weg 7 (Karte)                                                                          |           |                               |    |
| BW                             | Wohnhaus                                                     | Großburschla, Marktstraße o. Nr., zu Hessisches Ende 13 gehörig, fälschlich als Marktstr. 2 geführt (Karte) |           |                               |    |
| BW                             | Wohnhaus                                                     | Großburschla, Marktstraße 1 (Karte)                                                                         |           |                               |    |
| BW                             | Scheune                                                      | Großburschla, Marktstraße 1 (Karte)                                                                         |           |                               |    |
| BW                             | Wohnhaus Scheune                                             | Großburschla, Marktstraße 10 (Karte)                                                                        |           |                               |    |
| BW                             | Wohnhaus                                                     | Großburschla, Marktstraße 12 (Karte)                                                                        |           |                               |    |
| BW                             | Wohnhaus                                                     | Großburschla, Marktstraße 18 (Karte)                                                                        |           |                               |    |
| BW                             | Wohnhaus                                                     | Großburschla, Marktstraße 21 (Karte)                                                                        |           |                               |    |
| BW                             | Auszugshaus                                                  | Großburschla, Marktstraße 23 (Karte)                                                                        |           |                               |    |
| BW                             | Hofanlage                                                    | Großburschla, Marktstraße 4 (Karte)                                                                         |           |                               |    |
| BW                             | Wohnhaus                                                     | Großburschla, Pfarrgasse 2 (Karte)                                                                          |           |                               |    |
| BW                             | Wohnhaus                                                     | Großburschla, Pfarrgasse 3 (Karte)                                                                          |           |                               |    |
| BW                             | Wohnhaus                                                     | Großburschla, Pfarrgasse 7 (Karte)                                                                          |           |                               |    |
| BW                             | Wohnhaus                                                     | Großburschla, Pfarrgasse 8 (Karte)                                                                          |           |                               |    |
| BW                             | Wohnhaus                                                     | Großburschla, Schulgasse 5 (Karte)                                                                          |           |                               |    |
| BW                             | Schule                                                       | Großburschla, Steinbühl 11 (Karte)                                                                          |           |                               |    |
| BW                             | Wohnhaus                                                     | Großburschla, Steinbühl 9 (Karte)                                                                           |           |                               |    |
| BW                             | Nebengebäude                                                 | Großburschla, Steinbühl 9 (Karte)                                                                           |           |                               |    |
| BW                             | Wohnhaus, Kirchenanbau                                       | Großburschla, Straße der Deutschen Einheit o. Nr. (Karte)                                                   |           |                               |    |
| BW                             | Werrabrücke                                                  | Großburschla, Straße der Deutschen Einheit o. Nr. (Karte)                                                   |           |                               |    |
| weitere Bilder Fotos hochladen | Evangelische Dorfkirche St. Bonifatius, ehemals Stiftskirche | Großburschla, Straße der Deutschen Einheit o. Nr. (Karte)                                                   |           | mit Ausstattung und Grabkreuz |    |
| BW                             | Wohn- und Geschäftshaus                                      | Großburschla, Straße der Deutschen Einheit 1 (Karte)                                                        |           |                               |    |
| BW                             | Mauer, ehemaliges Stift                                      | Großburschla, Straße der Deutschen Einheit 1a (Karte)                                                       |           |                               |    |
| BW                             | Wohnhaus                                                     | Großburschla, Straße der Deutschen Einheit 13 (Karte)                                                       |           |                               |    |
| BW                             | Wohnhaus                                                     | Großburschla, Straße der Deutschen Einheit 14 (Karte)                                                       |           |                               |    |
| BW                             | Gasthof mit Ausstattung, Angercafé                           | Großburschla, Straße der Deutschen Einheit 2 (Karte)                                                        |           |                               |    |
| BW                             | Wohnhaus                                                     | Großburschla, Straße der Deutschen Einheit 3 (Karte)                                                        |           |                               |    |
| weitere Bilder Fotos hochladen | Wohnhaus                                                     | Großburschla, Straße der Deutschen Einheit 4 (Karte)                                                        |           |                               |    |
| BW                             | Wohnhaus                                                     | Großburschla, Straße der Deutschen Einheit 5 (Karte)                                                        |           |                               |    |
| BW                             | Schmiede                                                     | Großburschla, Straße der Deutschen Einheit 7 (Karte)                                                        |           |                               |    |
| BW                             | Gefallenendenkmal                                            | Großburschla, Straße der Einheit o. Nr.; Angerdamm o. Nr. (Karte)                                           |           |                               |    |
| BW                             | Wohnhaus                                                     | Großburschla, Weißenbörnchen 5 (Karte)                                                                      |           |                               |    |
| BW                             | Wohnhaus                                                     | Großburschla, Zur neuen Straße 9 (Karte)                                                                    |           |                               |    |

### Hattengehau
| Bild | Bezeichnung | Lage                               | Datierung | Beschreibung | ID |
| ---- | ----------- | ---------------------------------- | --------- | ------------ | -- |
| BW   | Wohnhaus    | Hattengehau, Hattengehau 4 (Karte) |           |              |    |

### Ifta
| Bild                                    | Bezeichnung                                                                    | Lage                                                | Datierung | Beschreibung | ID |
| --------------------------------------- | ------------------------------------------------------------------------------ | --------------------------------------------------- | --------- | ------------ | -- |
| BW                                      | Wohnhaus                                                                       | Ifta, Alte Linde 8 (Karte)                          |           |              |    |
| BW                                      | Wohnhaus                                                                       | Ifta, Am Markt 1 (Karte)                            |           |              |    |
| BW                                      | Wohnhaus Stallung                                                              | Ifta, Am Markt 2; Kasseler Straße o. Nr. (Karte)    |           |              |    |
| BW                                      | Wohnhaus / Spörmühle                                                           | Ifta, Braugasse 7 (Karte)                           |           |              |    |
| BW                                      | Wohnhaus                                                                       | Ifta, Eisenacher Straße 16 (Karte)                  |           |              |    |
| BW                                      | Wohnhaus                                                                       | Ifta, Eisenacher Straße 18 (Karte)                  |           |              |    |
| BW                                      | Hofanlage                                                                      | Ifta, Eisenacher Straße 6 (Karte)                   |           |              |    |
| BW                                      | Scheune                                                                        | Ifta, Eisenacher Straße 9 (Karte)                   |           |              |    |
| BW                                      | Wohnhaus / ehemalige Schule                                                    | Ifta, Feldstraße 1 (Karte)                          |           |              |    |
| weitere Bilder Fotos hochladen          | Kirche Ausstattung Kirchhof Grabmal / Evangelisch-lutherische Trinitatiskirche | Ifta, Kasseler Straße o. Nr. (Karte)                |           |              |    |
| BW                                      | Wohnhaus                                                                       | Ifta, Kasseler Straße 11 (Karte)                    |           |              |    |
| BW                                      | Wohnhaus                                                                       | Ifta, Kasseler Straße 12; Bergstraße o. Nr. (Karte) |           |              |    |
| BW                                      | Wohnhaus                                                                       | Ifta, Kasseler Straße 14 (Karte)                    |           |              |    |
| BW                                      | Gemeindehaus / ehemalige Schule                                                | Ifta, Kasseler Straße 2 (Karte)                     |           |              |    |
| BW                                      | Wohnhaus                                                                       | Ifta, Kasseler Straße 21 (Karte)                    |           |              |    |
| BW                                      | Hofanlage                                                                      | Ifta, Kasseler Straße 26 (Karte)                    |           |              |    |
| BW                                      | Wohnhaus                                                                       | Ifta, Kasseler Straße 30 (Karte)                    |           |              |    |
| BW                                      | Wohnhaus                                                                       | Ifta, Kasseler Straße 32 (Karte)                    |           |              |    |
| BW                                      | Wohnhaus                                                                       | Ifta, Kasseler Straße 41, 41a (Karte)               |           |              |    |
| BW                                      | Wohnhaus                                                                       | Ifta, Kasseler Straße 5 (Karte)                     |           |              |    |
| BW                                      | Wohnhaus                                                                       | Ifta, Kasseler Straße 8 (Karte)                     |           |              |    |
| Direkt Bild zu diesem Denkmal hochladen | Mühlengehöft                                                                   | Ifta, Mühlgasse 1                                   |           |              |    |
| BW                                      | Wohnhaus                                                                       | Ifta, Willershäuser Straße 9 (Karte)                |           |              |    |
| BW                                      | Grenzbefestigungsanlagen                                                       | Ifta (Karte)                                        |           |              |    |

### Schnellmannshausen
| Bild                                    | Bezeichnung                                   | Lage                                                 | Datierung | Beschreibung    | ID |
| --------------------------------------- | --------------------------------------------- | ---------------------------------------------------- | --------- | --------------- | -- |
| weitere Bilder Fotos hochladen          | Evangelische Kirche St. Michael               | Schnellmannshausen, Hinter der Kirche o. Nr. (Karte) |           | Mit Ausstattung |    |
| BW                                      | Kirchhof                                      | Schnellmannshausen, Hinter der Kirche o. Nr. (Karte) |           |                 |    |
| Direkt Bild zu diesem Denkmal hochladen | Grabsteine                                    | Schnellmannshausen, Hinter der Kirche o. Nr.         |           |                 |    |
| BW                                      | Stützmauer                                    | Schnellmannshausen, Hinter der Kirche o. Nr. (Karte) |           |                 |    |
| Direkt Bild zu diesem Denkmal hochladen | Pranger                                       | Schnellmannshausen, Hinter der Kirche o. Nr.         |           |                 |    |
| BW                                      | Gefallenendenkmal mit Treppenanlage und Platz | Schnellmannshausen, Hinter der Kirche o. Nr. (Karte) |           |                 |    |
| BW                                      | Schule                                        | Schnellmannshausen, Hinter der Kirche 7 (Karte)      |           |                 |    |
| BW                                      | Wohnhaus                                      | Schnellmannshausen, Mühlhäuser Straße 17 (Karte)     |           |                 |    |
| BW                                      | Nebengebäude                                  | Schnellmannshausen, Mühlhäuser Straße 17 (Karte)     |           |                 |    |
| BW                                      | Wohnhaus mit Einfriedung                      | Schnellmannshausen, Mühlhäuser Straße 19 (Karte)     |           |                 |    |
| BW                                      | Wohnhaus                                      | Schnellmannshausen, Mühlhäuser Straße 5 (Karte)      |           |                 |    |
| BW                                      | Wohnhaus                                      | Schnellmannshausen, Mühlhäuser Straße 6 (Karte)      |           |                 |    |
| BW                                      | Wohnhaus                                      | Schnellmannshausen, Straße der Einheit 1 (Karte)     |           |                 |    |
| BW                                      | Anbau                                         | Schnellmannshausen, Straße der Einheit 1 (Karte)     |           |                 |    |
| BW                                      | Wohnhaus                                      | Schnellmannshausen, Straße der Einheit 2 (Karte)     |           |                 |    |
| BW                                      | Wohnhaus                                      | Schnellmannshausen, Straße der Einheit 3 (Karte)     |           |                 |    |
| BW                                      | Wohnhaus                                      | Schnellmannshausen, Straße der Einheit 7 (Karte)     |           |                 |    |
| BW                                      | Wohnhaus                                      | Schnellmannshausen, Thüringer Straße 10 (Karte)      |           |                 |    |
| BW                                      | Wohnhaus                                      | Schnellmannshausen, Thüringer Straße 14 (Karte)      |           |                 |    |
| BW                                      | Wohnhaus, Stallung                            | Schnellmannshausen, Thüringer Straße 8 (Karte)       |           |                 |    |
| BW                                      | Gasthaus / Zum Löwen                          | Schnellmannshausen, Weimarische Straße 10 (Karte)    |           |                 |    |
| BW                                      | Mühlenhof                                     | Schnellmannshausen, Weimarische Straße 14 (Karte)    |           |                 |    |
| BW                                      | Wohnhaus                                      | Schnellmannshausen, Weimarische Straße 6 (Karte)     |           |                 |    |
| BW                                      | Pfarrhaus                                     | Schnellmannshausen, Zum Heldrastein 1 (Karte)        |           |                 |    |

### Schrapfendorf
| Bild | Bezeichnung | Lage                                      | Datierung | Beschreibung | ID |
| ---- | ----------- | ----------------------------------------- | --------- | ------------ | -- |
| BW   | Hofanlage   | Schrapfendorf, Schrapfendorf 1, 2 (Karte) |           |              |    |

### Volteroda
| Bild | Bezeichnung | Lage                            | Datierung | Beschreibung | ID |
| ---- | ----------- | ------------------------------- | --------- | ------------ | -- |
| BW   | Hofanlage   | Volteroda, Dorfstraße 1 (Karte) |           |              |    |
| BW   | Hofanlage   | Volteroda, Dorfstraße 6 (Karte) |           |              |    |
| BW   | Hofanlage   | Volteroda, Dorfstraße 9 (Karte) |           |              |    |

### Wolfmannsgehau
| Bild | Bezeichnung  | Lage                                             | Datierung | Beschreibung | ID |
| ---- | ------------ | ------------------------------------------------ | --------- | ------------ | -- |
| BW   | Wohnhaus     | Wolfmannsgehau, Unter dem Heldrastein 3 (Karte)  |           |              |    |
| BW   | Wohnhaus     | Wolfmannsgehau, Unter dem Heldrastein 5 (Karte)  |           |              |    |
| BW   | Forsthaus    | Wolfmannsgehau, Unter dem Heldrastein 20 (Karte) |           |              |    |
| BW   | Nebengebäude | Wolfmannsgehau, Unter dem Heldrastein 20 (Karte) |           |              |    |